# النظام العالمي بعد الجائحة (كتاب)
كتاب النظام العالمي بعد الوباء: تسعة مؤشرات (بالإنجليزية: he Post-Pandemic World Order)‏ هو كتاب أكاديمي غير خيالي من تأليف سيتاكانتا ميشرا، أستاذ العلاقات الدولية بجامعة بانديت ديندايال للطاقة. تم نشر الكتاب بموجب مبادئ الوصول المفتوح ويتناول السيناريوهات الجيوسياسية المستقبلية في عالم ما بعد الوباء.

## الاستقبال
في مقال كتبه معهد نيبال للتعاون الدولي والمشاركة ، كتبت أرادانا تالوار: "إن التحولات السياسية سيكون لها حتماً آثار على المتغيرات الأمنية، حيث يذكر المؤلف أن السباق النووي يُنظر إليه أيضاً في إطار الحرب البيولوجية، والتي تم تسليط الضوء عليها في الوباء الحالي ونظريات المؤامرة المحيطة به".

### الترجمات
عام 2021 تمت ترجمة الكتاب إلى اللغة العربية المصرية بواسطة مكتبة الإسكندرية .